# 下水埔
下水埔，是臺灣彰化縣溪州鄉的一個地名，位於該鄉東北部。相較於今日行政區，其範圍大致包括大庄村北大半部、榮光村不含東北端，另外還包括田中鎮的大崙里西部向西南凸出部分、沙崙里南端，以及二水鄉的過圳村西南半部、五伯村西南半部的北半部、二水村西南半部的北半部。

## 歷史
台灣清治末期至日治初期，下水埔地區為一街庄，稱為「下水埔庄」，隸屬於東螺東堡。該庄北與北斗庄為鄰，東北及東與內三塊厝庄、二八水庄為鄰，南邊及西南邊為過溪仔庄，西邊及西北邊為下霸庄。。
1901年（日治明治三十四年）11月，全台廢縣廳改設二十廳，該庄隸屬於彰化廳。1903年（明治三十六年）6月，該庄編入「下霸區」，隸屬於彰化廳。1909年（明治四十二年）10月，合併二十廳為十二廳，下霸區改隸屬於臺中廳。1920年（大正九年），廢廳、支廳、區、街庄（舊制）改設州、郡、街庄（新制）、大字，該庄改制為「下水埔」大字，隸屬於臺中州北斗郡溪州庄。
戰後溪州庄改制為溪州鄉，隸屬於臺中縣，大字亦改制為村。1950年10月，中、彰、投分治，溪州鄉改隸屬彰化縣。

## 聚落
本地區發展較早的聚落有頂藔、松仔腳、低水埔等，在日治期初期的官方地圖上已有記載。此外，本地區尚有大莊、大同等聚落。

## 交通
縣道152號（登山路一段、榮光路）是大城鄉公館至名間的道路，大致以西北西—東南東走向轉西南西—東北東走向再轉西北西—東南東走向再轉西南西—東北東走向經過本地區中部。由該道路向西北西可前往溪州市區、埤頭南部、竹塘、大城並止於省道台17線路口，向東北東可前往二水、名間並止於省道台3線路口。
鄉道彰104線（綠筍路）是石塔至榮光的道路，其東南側端點位於本地區中部偏北的鄉道彰109線路口。由此向西北出境後可前往下霸東北端、東北斗南部偏東地帶並止於鄉道彰108線路口。
鄉道彰109線（田中路）是沙仔崙至下水埔的道路，其南側端點位於本地區中部偏西南的縣道152號路口。由此向北微東經鄉道彰104線終點路口後出境，可前往東北斗東南端、大新西部田中工業區東北側（今屬田中鎮沙崙里）並止於鄉道彰99線路口。

## 學校
- 大莊國小